# Dursley-Pedersencykel

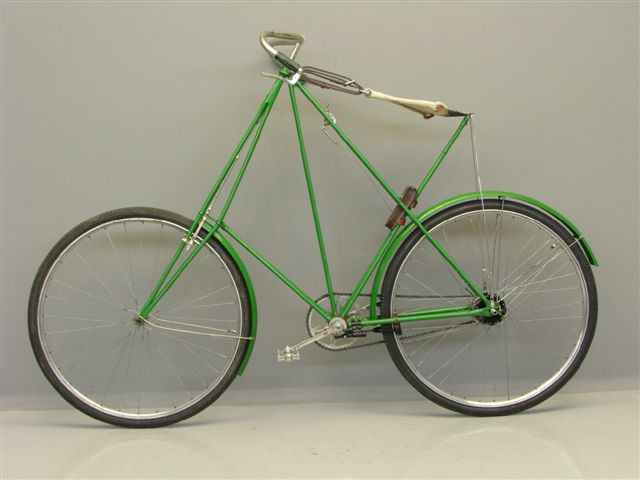
En Dursley-Pedersen från cirka 1910.

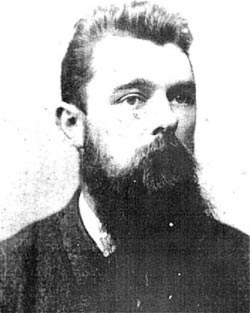
Uppfinnaren Mikael Pedersen

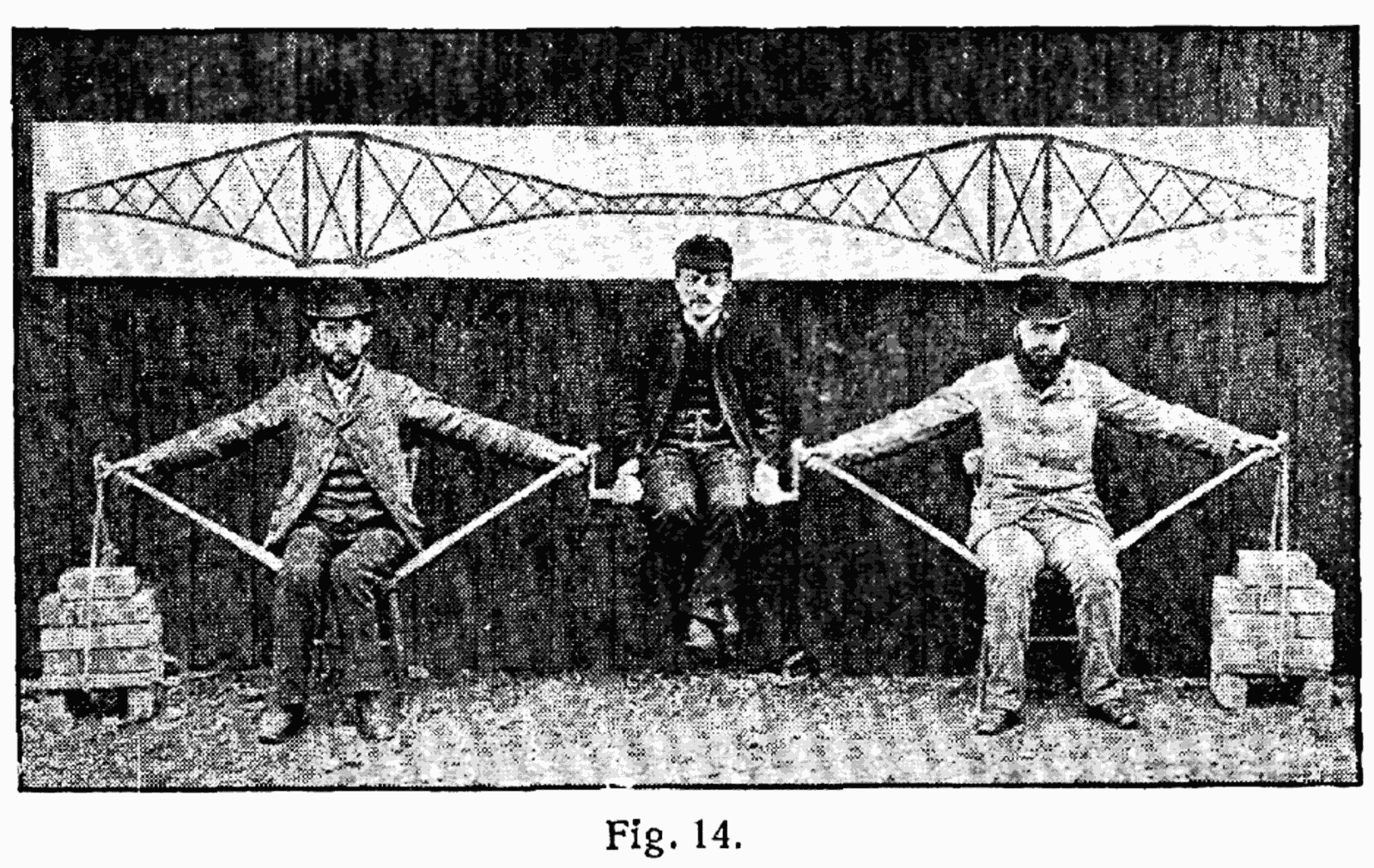
En bildlig förklaring av den berömda konsolbron Forthbron som Pederson använde för att marknadsföra sin ramkonstruktion.

Dursley-Pedersencykeln konstruerades av dansken Mikael Pedersen, född i Köpenhamn 1855. Cykeln har en sadel som liknar en hängmatta och är byggd med en smal fackverkskonstruktion.
Pedersens första stora succé var en maskin för att separera grädde från mjölk. År 1893 flyttade han till Dursley i Gloucestershire, England. Samma år patenterade han sin konstruktion. Den första modellen från 1893 var gjord i trä och vägde bara 8,6 kilogram. Fyra år senare övergavs träet till förmån för metall. Cyklisten Harry Goss Green satte nytt rekord på sträckan London–Brighton och tillbaka med tiden 6 timmar, 7 minuter och 57 sekunder den 14 november 1898 på en Dursley-Pedersen. Två år senare satte han fem nya rekord.
Mellan 1896 och 1922 tillverkades cirka 30 000 Dursley-Pedersen i Storbritannien, men då hade mer traditionella cyklar blivit enklare och därigenom billigare att tillverka. Dursley-Pedersens cyklar gick som en följd av detta slutligen ur produktion och den okonventionelle uppfinnaren återvände till Danmark, där han dog 1929.
Till följd av en kampanj och en insamling till en fond grävdes Mikael Pedersens kvarlevor 1995 upp ur den omärkta graven och han kunde begravas på kyrkogården i Dursley. Över 300 personer kom till begravningen, inklusive ättlingar, lokala dignitärer och entusiaster av den unika konstruktionen.
Produktion av Dursley-Pedersen återupptogs 1978 i Christiania av smeden Jesper Sølling. Han uppger emellertid att cykeln inte längre är en dansk produkt. Sølling menar att den största kunden, den tyska importören Kalle Kalkhoff, har stulit produktionen från honom.

## Galleri

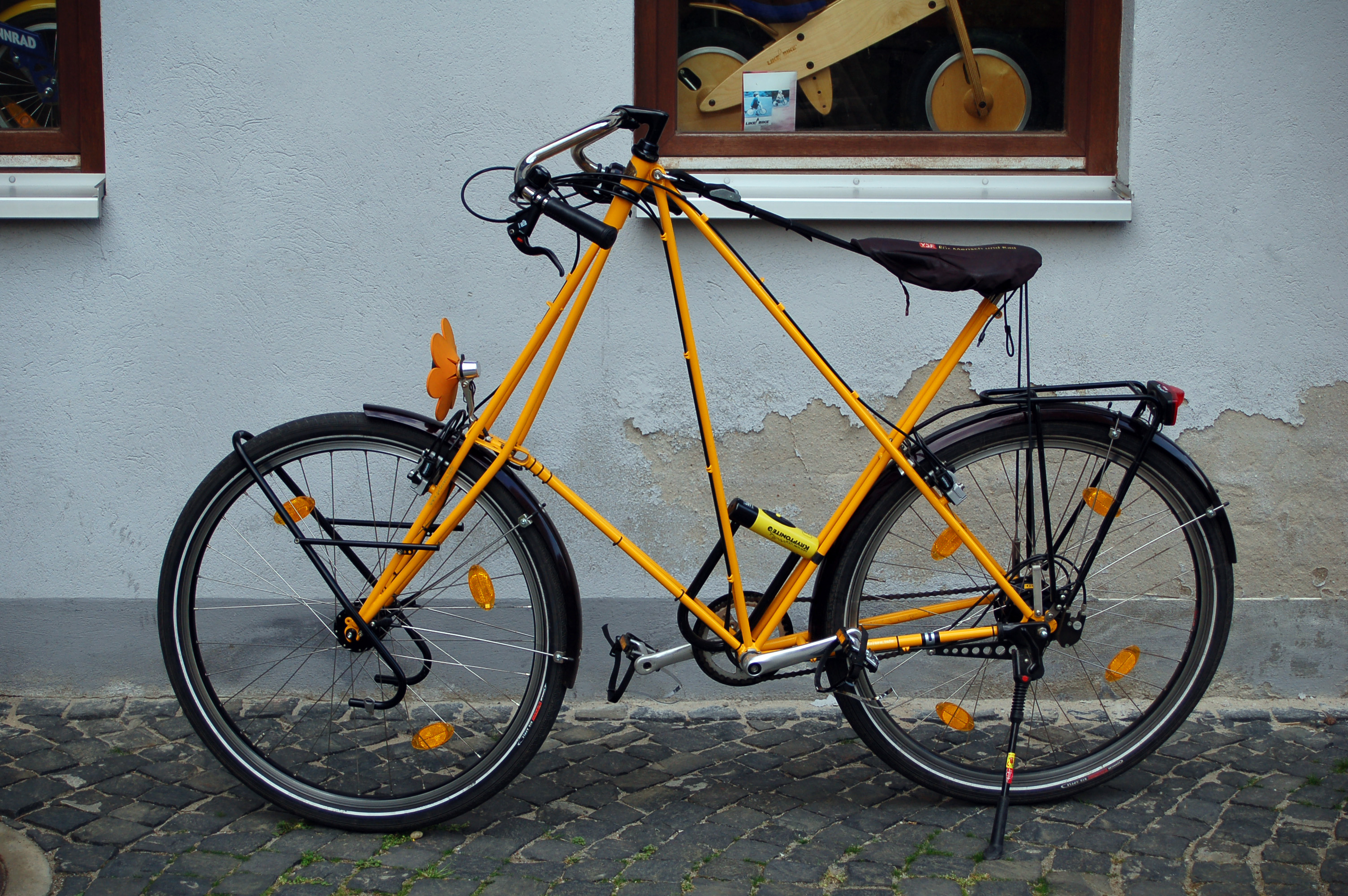
En nutida Dursley-Pedersencykel
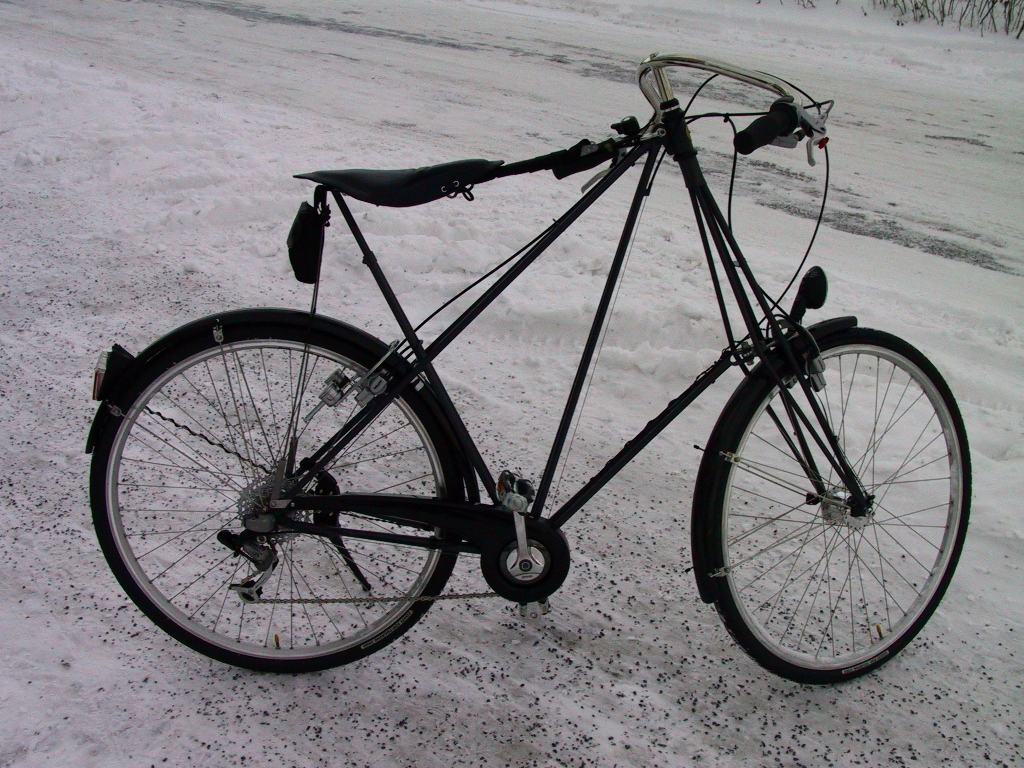
En modern Dursley-Pedersencykel
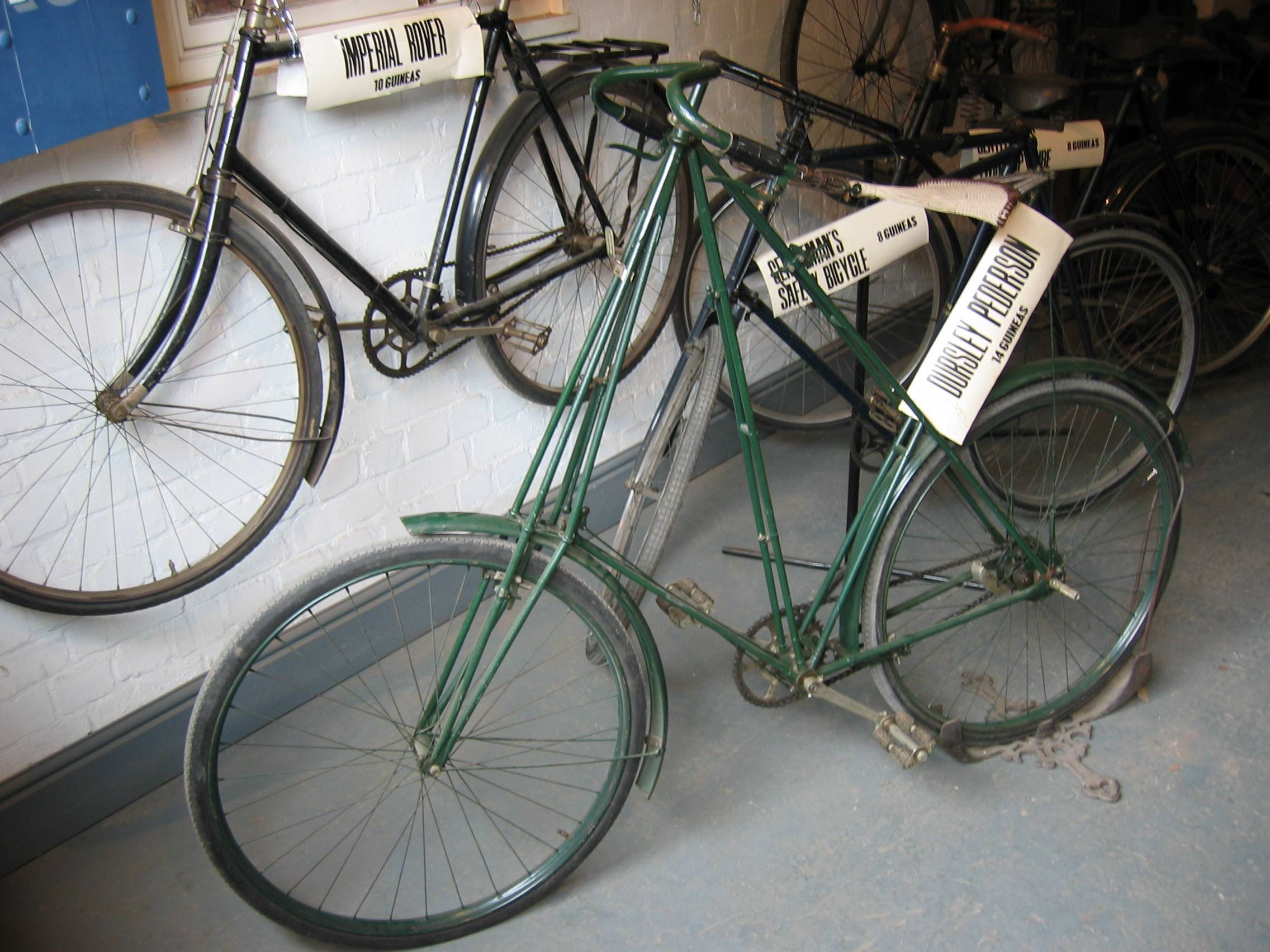
Gammal Dursley-Pedersencykel på museum